# 닛폰 뉴스 네트워크

주로 보도국에서 사용되는 'NNN' 로고 (2003년 10월 ~)

NNN의 공식 로고. 현재는 일부의 뉴스 프로그램에서 이 로고가 사용되고있다.

닛폰 뉴스 네트워크(Nippon News Network, 약칭：NNN)는 닛폰 TV(NTV)를 중심방송국(키 스테이션), 간사이 권역의 요미우리 TV 방송(ytv)을 준중심방송국으로 하는 일본의 텔레비전 뉴스 네트워크로 1966년 4월에 발족한 일본에서 두 번째로 생긴 뉴스 네트워크이다.
뉴스 네트워크인 NNN과 별도로 프로그램 공급 네트워크인 NNS가 존재한다.

## NNN 가맹국
※ 이 표는, 일본 북쪽에서 남쪽으로의 순서로 기재하고 있다.
- 기호에 대해
  - ★ - 중파 라디오 방송국 겸영
  - ☆ - 관련 회사·자회사에 라디오 방송국 존재
  - ■ - 지역 뉴스 동영상 전달 실시국
  - ▲ - 민관공동투자를 통해 설립된 방송국

| 방송구역    | 약칭 / ID | 회사명               | 개국일           | 비고 | 본사              | 기호 |
| ----------- | --------- | -------------------- | ---------------- | --- | ----------------- | ---- |
| 홋카이도    | STV 5     | 삿포로 TV 방송       | 1959년 4월 1일   | | 삿포로 시         | ☆■   |
| 아오모리현  | RAB 1     | 아오모리 방송        | 1959년 10월 1일  | 1975년 4월~1991년 9월까지 ANN과 크로스넷 관계였다.                                                           | 아오모리 시       | ★■   |
| 이와테현    | TVI 4     | TV 이와테            | 1969년 12월 1일  | 개국~1980년 3월까지 ANN과 크로스넷 관계였다.                                                                 | 모리오카시        | ☆■   |
| 미야기현    | MMT 4     | 미야기 TV 방송       | 1970년 10월 1일  | 개국 당시부터 1975년 9월까지 ANN과 크로스넷 관계였다. 발족~1970년 9월까지 센다이 방송이 가맹                 | 센다이 시         | ■    |
| 아키타현    | ABS 4     | 아키타 방송          | 1960년 4월 1일   | 1992년 9월까지 간접적으로 JNN에도 참가.                                                                      | 아키타 시         | ★■   |
| 야마가타현  | YBC 4     | 야마가타 방송        | 1960년 3월 16일  | 1980년 4월~1993년 3월까지 ANN과 크로스넷 관계였다.                                                           | 야마가타 시       | ★■▲  |
| 후쿠시마현  | FCT 4     | 후쿠시마 중앙 TV     | 1970년 4월 1일   | 1971년 10월 가맹. NNN 발족~1971년 9월까지후쿠시마 TV가 가맹.                                                 | 고리야마 시       | ■    |
| 간토 광역권 | NTV 4     | 니혼 텔레비전 방송망 | 1953년 8월 28일  | 중심방송국(키 스테이션). 일본 첫 번째 민영 텔레비전 방송국                                                   | 도쿄 도 미나토 구 | ☆■   |
| 야마나시현  | YBS 4     | 야마나시 방송        | 1959년 12월 20일 | | 고후 시           | ★    |
| 나가노현    | TSB 4     | TV 신슈              | 1980년 10월 1일  | 개국~1991년 3월까지 ANN과 크로스넷 관계. 개국 전까지는 니혼TV 나가노 지국이 취재.                            | 나가노 시         | ■    |
| 니가타현    | TeNY 4    | TV 니가타 방송망     | 1981년 4월 1일   | 1968년 12월~1981년 3월까지는 니가타 종합 TV가 가맹                                                           | 니가타 시         | ■    |
| 시즈오카현  | SDT 4     | 시즈오카 제일 TV     | 1979년 7월 1일   | 1978년 6월까지 니혼TV 보도국 시즈오카 주재부가 취재. 1978년 7월~개국 전까지는 시즈오카 현민 방송이 가맹      | 시즈오카 시       | ■    |
| 주쿄 광역권 | CTV 4     | 주쿄 TV 방송         | 1969년 4월 1일   | 1973년 4월 가맹. 발족~1973년 3월까지는 나고야 방송이 가맹. (NNS는 중복가맹했지만 1973년 4월 CTV로 일원화)    | 나고야 시         | ■    |
| 도야마현    | KNB 1     | 기타니혼 방송        | 1959년 4월 1일   | | 도야마 시         | ★■▲  |
| 이시카와현  | KTK 4     | TV 가나자와          | 1990년 4월 1일   | 개국 전까지 기타니혼 방송이 취재를 담당                                                                      | 가나자와 시       |      |
| 후쿠이현    | FBC 7     | 후쿠이 방송          | 1960년 6월 1일   | 1989년 4월부터 2001년3월까지 ANN과 크로스넷 관계였다.                                                        | 후쿠이 시         | ★■   |
| 긴키 광역권 | YTV 10    | 요미우리 TV 방송     | 1958년 8월 28일  | 준중심방송국                                                                                                 | 오사카 시         | ■    |
| 돗토리현    | NKT 1     | 니혼카이 TV          | 1959년 3월 3일   | 1972년 9월까지 돗토리 현만 방송구역                                                                          | 돗토리 시         | ■    |
| 시마네현    | NKT 1     | 니혼카이 TV          | 1959년 3월 3일   | 1972년 9월까지 돗토리 현만 방송구역                                                                          | 돗토리 시         | ■    |
| 히로시마현  | HTV 4     | 히로시마 TV 방송     | 1962년 9월 1일   | 발족~1975년 9월까지는 FNN과 크로스넷 관계였다.                                                               | 히로시마 시       | ■    |
| 야마구치현  | KRY4      | 야마구치 방송        | 1959년 10월 1일  | 후쿠오카 방송이 개국할 때까지는 규슈 전체 취재를 담당. 1978년 10월~1993년 9월까지는 ANN과 크로스넷 관계였다. | 슈난 시           | ★■▲  |
| 도쿠시마현  | JRT 1     | 시코쿠 방송          | 1959년 4월 1일   | ANN 비가맹임에도 평일 오후 3시 55분부터 ANN 뉴스를 방송.                                                     | 도쿠시마 시       | ★■▲  |
| 가가와현    | RNC 4     | 니시닛폰 방송        | 1958년 7월 1일   | 1983년 3월까지 가가와 현만 방송구역                                                                          | 다카마쓰 시       | ★■   |
| 오카야마현  | RNC 4     | 니시닛폰 방송        | 1958년 7월 1일   | 1983년 3월까지 가가와 현만 방송구역                                                                          | 다카마쓰 시       | ★■   |
| 에히메현    | RNB 4     | 난카이 방송          | 1958년 12월 1일  | 1992년 10월 이요TV가 개국할 때까지 간접적으로 JNN에도 참가. 개국 후에도 1년간 일부 JNN 프로그램을 방송했다.  | 마쓰야마 시       | ★■   |
| 고치현      | RKC 4     | 고치 방송            | 1959년 4월 1일   | 1970년 4월 TV 고치가 개국할 때까지 간접적으로 JNN에도 참가                                                   | 고치 시           | ★    |
| 후쿠오카현  | FBS 5     | 후쿠오카 방송        | 1969년 4월 1일   | 정식적 방송 대상 구역은 후쿠오카 현.                                                                         | 후쿠오카 시       | ■▲   |
| 사가현      | 없음      | 없음                 | 없음             | 없음 | 없음              | 없음 |
| 나가사키현  | NIB 4     | 나가사키 국제 TV     | 1991년 4월 1일   | 1969년 4월~1990년 9월까지 TV 나가사키가 가맹                                                                 | 나가사키 시       |      |
| 구마모토현  | KKT 4     | 구마모토 현민 TV     | 1982년 4월 1일   | 1969년 4월~1982년 3월까지 TV 구마모토가 가맹.                                                                | 구마모토 시       | ■    |
| 오이타현    | TOS 4     | TV 오이타            | 1970년 4월 1일   | FNN/FNS와 크로스 네트워크 관계.                                                                              | 오이타 시         | ■    |
| 미야자키현  | UMK 3     | TV 미야자키          | 1970년 4월 1일   | FNN/FNS/ANN과 크로스 네트워크 관계, NNS 미가맹                                                               | 미야자키 시       | ■    |
| 가고시마현  | KYT 4     | 가고시마 요미우리 TV | 1994년 4월 1일   | 1969년 4월~1994년 3월까지 KTS 가고시마 TV가 가맹                                                             | 가고시마 시       |      |
| 오키나와현  | 없음      | 없음                 | 없음             | 없음 | 없음              | 없음 |

## 해외지국
※중심국-준중심방송국-기타 방송국 담당순서 순으로 서술
- NNN 뉴욕 지국(니혼 TV 담당)
- NNN 워싱턴 지국(니혼 TV 담당)
- NNN 런던 지국(니혼 TV 담당)
- NNN 카이로 지국(니혼 TV 담당)
- NNN 베이징 지국(니혼 TV 담당)
- NNN 모스크바 지국(니혼 TV·삿포로 TV 방송 담당)
- NNN 파리 지국(요미우리 TV 방송 담당)
- NNN 로스앤젤레스 지국(요미우리 TV 방송 담당)
- NNN 상하이 지국(요미우리 TV 방송 담당)
- NNN 서울 지국(니혼 TV 담당)
- NNN 방콕 지국(후쿠오카 방송 담당)

## 방송 프로그램
- 아침 : NNN 뉴스 ZIP! (평일, 2011년 4월 ~ )
  - NNN 뉴스 새터데이 (토요일, 1996년 4월 ~)
  - NNN 뉴스 선데이 (일요일, 1996년 4월 ~)
- 낮 : NNN 스트레이트 뉴스 (2007년 10월 ~ )
- 저녁 : NNN 뉴스 리얼타임 (평일·토요일, 2006년 4월 ~ 2010년 3월), 뉴스 에브리 (평일·토요일, 2010년 4월~)
  - 진상보도 현장기자! (일요일, 2002년 10월 ~ )
- 밤(심야) : 뉴스 제로(평일, 2006년 12월 ~ )
  - 고잉! 스포츠 & 뉴스 (토·일요일, 2010년 4월 ~ )